# 石同宁
石同宁（？—2001年），中华人民共和国政治人物、外交官。
2000年，接替许孟水担任中华人民共和国驻几内亚大使。2001年，由龚元兴接任。